# El Pinell de Brai

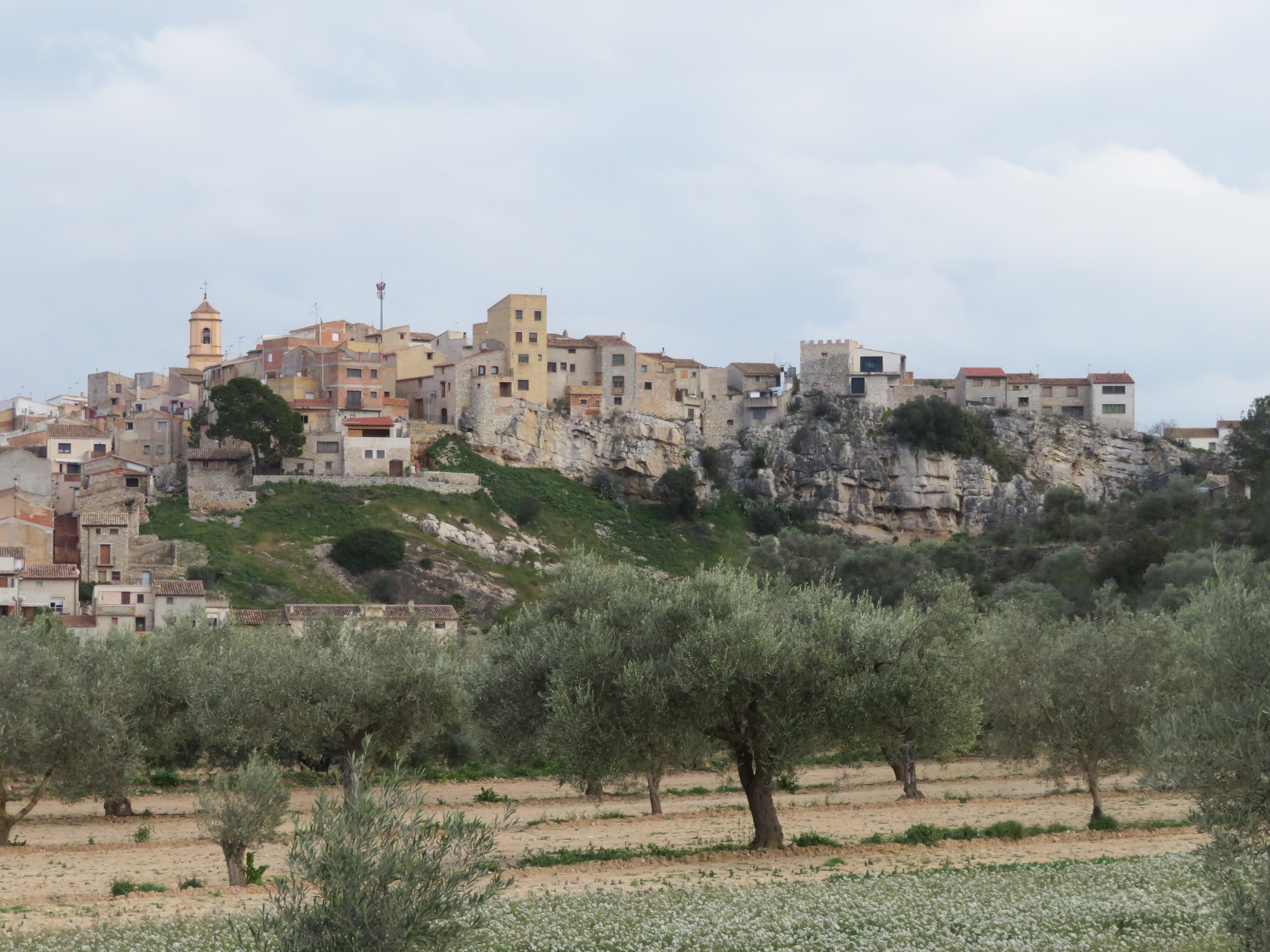
El Pinell de Brai

El Pinell de Brai là một đô thị thuộc tỉnh Tarragona trong cộng đồng tự trị Catalonia, phía bắc Tây Ban Nha. Đô thị này có diện tích là ki-lô-mét vuông, dân số năm 2009 là người với mật độ người/km². Đô thị này có cự ly km so với Tarragona.

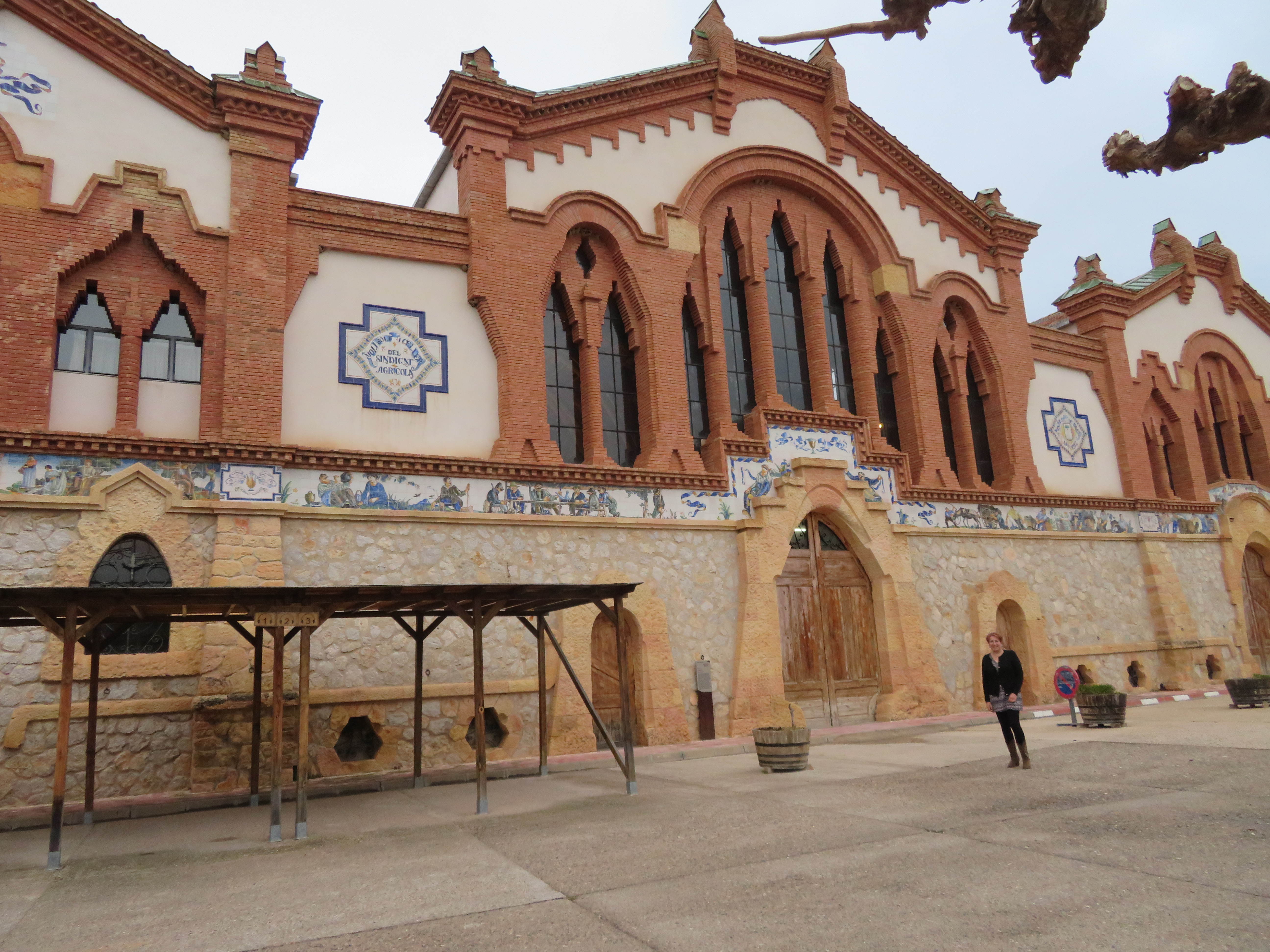
El Pinell de Brai

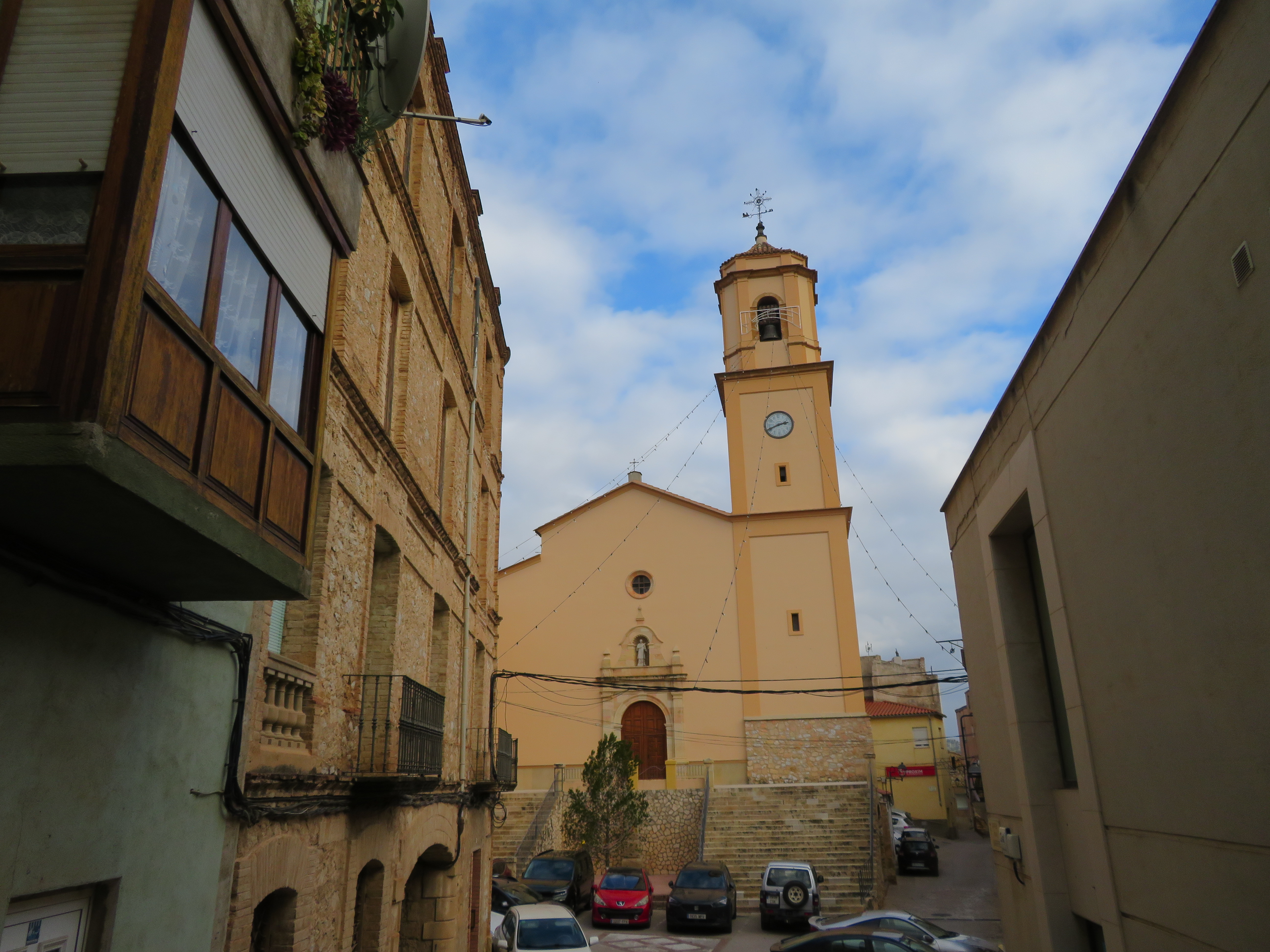
El Pinell de Brai